# سيرجيو سيمويس دي جيسوس
سيرجيو سيمويس دي جيسوس هو لاعب كرة قدم برازيلي في مركز الوسط، ولد في 20 مايو 1980 في إيتابونا في البرازيل. لعب مع أتلتيكو يوفنتوس ونادي اتلتيكو سوروكابا ونادي بارانا ونادي ريو برانكو ونادي ساو بيرناردو ونادي غواراني ونادي يبيرانغا.

## وصلات خارجية
- سيرجيو سيمويس دي جيسوس على موقع قاعدة بيانات كرة القدم.إي يو (الإنجليزية)
- سيرجيو سيمويس دي جيسوس على موقع Soccerway.com (الإنجليزية)